# Marcelo Calero
Marcelo Calero Faria Garcia (Río de Janeiro, 7 de julio de 1982) es un diplomático y político brasileño. Se afilió al PSDB en 2010, año en que optó a diputado federal. En 2016, fue ministro de Cultura del gobierno de Michel Temer.

## Biografía
Estudió en el Colegio Santo Inácio y se formó en Derecho por la Universidad del Estado de Río de Janeiro (UERJ). Trabajó para la Comisión de Valores Mobiliarios (CVM) y para Petrobras. A partir de 2007, comenzó su carrera como diplomático y llegó a trabajar en la embajada de Brasil en México. Optó a diputado federal por el PSDB en 2010, obteniendo 2.252 votos. Fue secretario de cultura del Ayuntamiento de Río de Janeiro en 2015, tras haber sido presidente del Comité "Río 450", órgano creado por el Ayuntamiento para organizar la celebración del 450º aniversario de la ciudad. Dejó la secretaría municipal para asumir la Secretaría de Cultura del Ministerio de Educación, que fue separada del MEC y volvió a ser Ministerio (MinC).
En 18 de noviembre de 2016 pidió dimitió de la secretaría del Ministerio de Cultura por divergencias con miembros del gobierno de Michel Temer, especialmente con Geddel Vieira Lima. Calero contó a la Policía Federal que habría sido presionado por Lima, Temer y otros miembros del gobierno para retomar una licencia denegada por el Iphan a un grupo inmobiliario que pretendía construir en Bahía. Geddel Vieira negó la acusación y el portavoz del gobierno Temer negó haber presionado al exministro a tomar una decisión que "hiriera normas internas o sus propias convicciones", a pesar de confirmar reuniones de Temer y Calero para "solucionar" el impasse con Geddel Vieira.